# Flaga Inguszetii
W centrum znajduje się znak solarny. W tradycji Inguszów symbolizuje on słońce, Wszechświat oraz ponadczasową jedność ducha. Kolory oznaczają:
- Czerwień – walkę i patriotyzm
- Biel – czystość
- Zieleń – islam

Przyjęta 15 lipca 1994 roku. Proporcje 1:2.
W NHR na miejscu 152.